# Fredrik Ulrik Insenstierna
Fredrik Ulrik Insenstierna, född 21 december 1723, död 11 november 1768, var en svensk ämbetsman.

## Biografi
Insenstierna föddes som son till kammarherren och löjtnanten Anders Insenstierna och hans hustru Elisabeth Adlerberg. Han inskrevs som student vid Uppsala universitet 1734. 1741 fick han tjänst som auskultant i kommerskollegium, och 1744 utnämndes han till hovjunkare hos dåvarande kronprins Adolf Fredrik. 1745 utnämndes Insenstinerna till kammarherre, och 1761 befordrades han till hovmarskalk. Han erhöll landshövdings fullmakt redan 1762, men först 1763 utnämndes han till landshövding över Västmanlands län, en tjänst han innehade till sin död fem år senare.